# 파리넬리 (영화)
파리넬리(이탈리아어: Farinelli - Voce Regina)는 이탈리아의 영화이다.

## 영화 정보
영화 파리넬리는 18세기를 떨쳤던 유명 카스트라토 파리넬리의 일생을 그린 영화이다. 1995년 아카데미 시상식에서 최고 외국어영화상 후보에 올랐으며, 같은 해 골든 글로브 시상식에서 최고의 외국어영화상을 수상하였다. 2011년 6월 30일 재개봉한다.

## 캐스트
| 배우                             | 역할                                          |
| -------------------------------- | --------------------------------------------- |
| 스테파노 디오니시                | 카를로 마리아 브로스키 (일명 파리넬리)        |
| 엔리코 로 베르소                 | 리카르도 브로스키                             |
| 엘자 질버스테인                  | 알렉산드라 레리스                             |
| 예로엔 크라베                    | 게오르크 프리드리히 헨델                      |
| 캐롤린 셀리에르                  | 마르가레트 헌터                               |
| Renaud du Peloux de Saint Romain | 베네딕트                                      |
| 오메로 안토누티                  | 니콜라 포르포라                               |
| 마리안느 바슬레                  | 마우어 백작부인                               |
| 피에르 파올로 카포니             | 살바토레 브로스키(카를로와 리카르도의 아버지) |
| 그레험 발렌타인                  | 웨일스의 왕자                                 |
| 자크 부데                        | 펠리페 5세                                    |
| 델핀 젠타우트                    | 어린 소녀 팬                                  |